# دگنهاوزرتال
دگنهاوزرتال (به آلمانی: Deggenhausertal) یک شهر در آلمان است که در بودنسیکرایس واقع شده‌است. دگنهاوزرتال ۴٬۱۷۶ نفر جمعیت دارد.

## خواهرخوانده
شهر چاسارتولتش خواهرخواندهٔ دگنهاوزرتال هست.